# Ale landsfiskalsdistrikt
Ale landsfiskalsdistrikt var 1918–1964 ett landsfiskalsdistrikt i Älvsborgs län, bildat när Sveriges indelning i landsfiskalsdistrikt trädde i kraft den 1 januari 1918, enligt beslut den 7 september 1917. Den 1 januari 1965 avskaffades i Sverige samtliga landsfiskaler och landsfiskalsdistrikt, och deras arbetsuppgifter delades upp på de nyskapade indelningarna polisdistrikt, åklagardistrikt och kronofogdedistrikt.
Landsfiskalsdistriktet låg under länsstyrelsen i Älvsborgs län.

## Ingående områden
När Sveriges nya indelning i landsfiskalsdistrikt trädde i kraft den 1 januari 1952 (enligt kungörelsen 1 juni 1951) ändrades distriktets indelning genom kommunreformen 1952 men omfattningen ändrades inte.

### Från 1918
Ale härad:
- Ale-Skövde landskommun
- Hålanda landskommun
- Kilanda landskommun
- Nödinge landskommun
- Sankt Peders landskommun
- Skepplanda landskommun
- Starrkärrs landskommun
- Tunge landskommun
- Östads landskommun

### Från 1 januari 1952
- Lödöse landskommun
- Nödinge landskommun
- Skepplanda landskommun
- Starrkärrs landskommun